# Call to action (marketing)

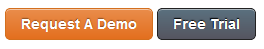
Příklad CTA na webu

Call to action (CTA) je marketingový termín pro jakýkoli design, který má přimět uživatele k provedení určité akce. Může se jednat o tlačítko, odkaz, formulář nebo jinou výzvu, která uživatele vyzývá ke kliknutí, nákupu, registraci nebo jinému kroku.

## Použití
V mnoha marketingových materiálech, jako jsou brožury, letáky, katalogy nebo e-mailové kampaně, se používají tzv. "volání k akci". Tyto pokyny mají za úkol ukázat spotřebitelům, co mají dělat dál, a vytvořit pocit, že je nabídka například časově omezená.
Úspěšní obchodní zástupci si již dlouho uvědomují, že konkrétní slova a fráze vyvolávají u potenciálních zákazníků žádoucí reakce, a brzy se naučí začlenit ty nejlepší řádky do efektivních prodejních skriptů. Chytré prodejní nabídky často zahrnují řadu malých CTA, které vedou ke konečné CTA. Tyto menší výzvy k akci vytvářejí vzorec chování, který publiku usnadňuje sledování pouze jednou poslední výzvou k akci, čímž dokončí náročnější požadavek, než kdyby byl požádán bez kontextu. Příkladem může být nákup designových hodinek. Prodejce může požádat spotřebitele, aby si vybral styl, pak barvu, velikost a dokonce i personalizovanou rytinu. Když si klient prohlédne personalizovaný design, je pravděpodobnější, že bude náchylný k dokončení nákupu. Obchodní zástupce může prodej uzavřít dotazem: "Bude to dnes hotově nebo kartou?"
Ve webovém designu může být CTA banner, tlačítko nebo grafika či text na webu, který má uživatele vyzvat, aby na něj kliknul a pokračoval po konverzním trychtýři. Aktivně se snaží přeměnit uživatele na potenciálního zákazníka a později na zákazníka. Hlavním cílem CTA je kliknutí, v případě QR kódu naskenování a jeho úspěšnost lze měřit pomocí míry prokliku, vzorce konverzního poměru, který počítá počet kliknutí za dobu, kdy bylo CTA vidět.